# Ferdinando Casardi
Ferdinando Casardi (Barletta, 1 de gener de 1887 - Barletta, 11 de gener de 1975) va ser un almirall i polític italià.

## Biografia

### Activitat militar
Nascut a Barletta el 1887, Ferdinando Casardi va ingressar a l'Acadèmia Naval de Livorno el 1904, obtenint el seu nomenament com a guardiamarina el 1907. Entre 1911 i 1912, amb el grau de sotstinent de vaixell, va participar per primera vegada en una campanya al Mar Roig i l'oceà Índic a bord de l'avís Staffetta, i després va lluitar a la guerra italo-turca. Durant la Primera Guerra Mundial va servir, com a tinent de vaixell, als cuirassats Vittorio Emanuele i Dante Alighieri.
Després del final del conflicte va ser comandant de torpedineres; el 1920 va remuntar el Danubi amb la torpedinera 69 PN.Després de la promoció a capità de corbeta, va comandar els destructors 'Generale Antonio Chinotto i Vincenzo Giordano Orsini; posteriorment, ascendit a capità de fragata, va ser enviat a terra al Ministeri de la Marina i a la Direcció d'Armaments i Armaments Navals a La Spezia, després esdevingué cap adjunt d'estat major de la Divisió Naval Especial i més tard comandant dels destructors Alvise da Mosto i Ugolino Vivaldi el 1931-1932 De 1932 a 1934, ascendit a capità de navili, va ser agregat naval a Washington i després, un cop tornat a Itàlia, va esdevenir ajudant de camp honorari del rei Víctor Emmanuel III
En el període del 7 de març al 3 de juny de 1936, Casardi esdevingué Cap d'Estat Major del 1r Esquadró Naval, va embarcar al creuer pesant Zara, mentre que de l'11 de febrer de 1935 al 6 de març de 1936 i del 4 de juny al 5 d'agost de 1936 va comandar el creuer Giovanni delle Bande Nere de la II divisió de la 2a esquadra.
El 1937, ascendit a contraalmirall, va ser posat al comandament del comandament naval de Líbia, que va ocupar des de l'1 de maig de 1937 fins al 9 de febrer de 1940.Durant aquest període, el 1939, va ser ascendit a almirall de divisió; del 10 de febrer al 23 de maig de 1940 va comandar la IV Divisió Naval.
Col·locat l'endemà, 24 de maig, al comandament de la II Divisió Naval, formada pels creuers lleugers  Giovanni delle Bande Nere (vaixell insígnia) i Bartolomeo Colleoni, encara tenia aquest paper quan Itàlia va entrar a la Segona Guerra Mundial, el 10 de juny de 1940. Després d'escortar el comboi que va desencadenar la batalla de Punta Stilo fins a Líbia, Casardi va ser el protagonista de la batalla del Cap Spada el 19 de juliol de 1940, en què el Colleoni va ser enfonsat.Després de la pèrdua de Colleoni, es va dissoldre la II Divisió; el 27 d'agost de 1940 Casardi va ser posat al comandament de la VII Divisió Naval, enarborant primer la bandera al creuer lleuger Eugenio di Savoia i després a l'Emanuele Filiberto Duca d'Aosta. Durant un any, al comandament de la VII Divisió, Casardi va participar en missions d'escorta de combois, bombardeig costaner i posada de mines ; va ser condecorat amb la medalla de plata al valor militar, la creu de cavaller de l'orde militar de Savoia i la creu de segona classe de l'àguila alemanya.
Des de l'1 d'agost de 1941, després d'haver deixat el comandament de la VII Divisió, Casardi va ser durant dos anys director de personal i serveis generals de la Regia Marina.El 7 d'agost de 1943 va ser nomenat comandant en cap del Departament Marítim Militar de Nàpols.Arran de l'armistici del 8 de setembre de 1943, a Nàpols van esclatar enfrontaments entre soldats italians i alemanys, i en pocs dies la ciutat va ser ocupada per les forces alemanyes. L'11 de setembre Casardi, per evitar la captura, es va refugiar amb els seus col·laboradors en un edifici propietat del seu cap d'estat major, on va continuar operant clandestinament fins al 30 de setembre, quan les tropes alemanyes van abandonar Nàpols després de la insurrecció de la població de la ciutat i de l'avanç dels aliats. Casardi va tornar immediatament al seu quarter general de comandament, devastat pels bombardejos i els combats, i el va reactivar l'endemà, començant immediatament la col·laboració amb els comandaments de les forces angloamericanes, que van arribar a Nàpols a partir de l'1 d'octubre.
Després d'abandonar el comandament del Departament de Nàpols el febrer de 1945, Casardi va ser destinat després a la Secretaria General de la Marina i després va ser president del Consell Superior de la Marina.

### Activitat política
El 1948 va ser elegit senador a la primera legislatura de la República Italiana per la  Democràcia Cristiana i va ser membre de la comissió de defensa. Posat a disposició l'1 de març de 1949, va ser posat a l'auxiliar l'1 de gener de 1950 per haver arribat al límit d'edat.El gener de 1950 va ser nomenat subsecretari d'Hisenda del govern De Gasperi VI fins al juliol de 1951. Va romandre al Palazzo Madama fins a 1953. Durant dos anys va ser llavors president de l'Associació Nacional de Mariners Italians.
Va morir a Barletta l'11 de gener de 1975.

## Dates de promoció
Almirall de divisió - 1939
 Contraalmirall – 1937
 Capita de navili – 1932
(...)
 Sotstinent de vaixell - 1911
 Guardiamarina – 1907

## Condecoracions
Medalla de Plata al Valor Militar
 Cavaller de l'orde militar de Savoia
 Creu d'or per l'antiguitat al servei
 Medalla commemorativa de la Guerra Italo-Turca (1911-1912)
 Medalla commemorativa de la guerra 1915-1918
 Medalla commemorativa italiana de la Victòria de 1918
 Medalla commemorativa de la Unitat d'Itàlia
 Medalla Commemorativa del Període Bèl·lic 1940-43
 Creu de 2a classe de l'orde de l'Àliga Alemanya